# WTA Belgrad
Das WTA Belgrad (offiziell: Serbia Ladies Open) war ein Tennisturnier der Kategorie WTA 250 der WTA Tour, das in Belgrad Mitte Mai 2021 ausgetragen wurde.
Spielstätte für das Turnier in Belgrad war das Novak Tennis Center.

## Siegerliste

### Einzel
| Jahr               | Siegerin     | Finalgegnerin | Ergebnis         |
| ------------------ | ------------ | ------------- | ---------------- |
| ↓ Kategorie: 250 ↓ |              |               |                  |
| 2021               | Paula Badosa | Ana Konjuh    | 6:2, 2:0 Aufgabe |

### Doppel
| Jahr               | Siegerinnen                       | Finalgegnerinnen                 | Ergebnis |
| ------------------ | --------------------------------- | -------------------------------- | -------- |
| ↓ Kategorie: 250 ↓ |                                   |                                  |          |
| 2021               | Aleksandra Krunić Nina Stojanović | Greet Minnen Alison Van Uytvanck | 6:0, 6:2 |